# Řád Manuela José Hurtada
Řád Manuela José Hurtada (španělsky: Orden Manuel José Hurtado) je státní vyznamenání Panamské republiky. Založen byl roku 1959 a udílen je za zásluhy v kulturní a vzdělávací oblasti.

## Historie a pravidla udílení
Řád byl založen dekretem č. 412 ze dne 27. listopadu 1959. Pojmenován byl po stavebním inženýru a učiteli Manuelovi José Hurtadovi, který je považován za zakladatele školského systému v Panamě. Řád je každoročně udílen 1. prosince, a to učitelům, školám, občanským skupinám, náboženským společnostem, rodičům, obchodům, institucím a organizacím, které se významně zapojili do kulturní či vzdělávací činnosti. Udílen je v jediné třídě.

## Insignie
Řádový odznak má kulatý tvar o průměru 70 mm a vyroben je ze stříbra. Uprostřed je zlatý portrét Manuela José Hurtada, který  obklopuje zlatý nápis MANUEL JOSÉ HURTADO, PADRE DE LA EDUCACIÓN PANAMEÑA (Manuel José Hurtado, otec panamského školství).